# محور المقاومة
محور المقاومة (أيضاً محور المقاومة والممانعة) يشير إلى تحالف عسكري سياسي غير رسمي مُناهض للغرب وإسرائيل بين الجمهوريَّة الإسلاميَّة الإيرانيَّة وحركة حماس الفلسطينية وحركة الجهاد الإسلامي الفلسطيني وحزب الله اللبناني. والقوى الشيعيَّة العراقيَّة التي هي جُزء من الحشد الشعبي الذي تسمح به الحُكُومة العراقيَّة، وحركة أنصار الله اليمنيَّة (الحوثيون) تُعتبر جزءًا من التحالُف. وتصنف الولايات المُتحدة مُعظم هذه الجماعات كمُنظمات إرهابيَّة.
على الرغم من اختلاف أيديولوجيات التحالف، مثل البعثيين العلمانيين والإسلاميين الشيعة، إلا أنهم موحدون من خلال هدفهم المتمثل في معارضة أنشطة الأحزاب الموالية للغرب وإسرائيل ودول الخليج والإسلاميين السنة في المنطقة. كما اعتبرت إيران روسيا والصين جزءًا من التحالف، بسبب موقفهما السياسي المناهض للغرب وعلاقاتهما الإيجابية مع إيران وسوريا.
يهدف محور المقاومة بشكل خاص إلى التعاون والتنسيق في نطاق الصراع مع إسرائيل لتحقيق الهدف المشترك المتمثل في تدمير الدولة اليهودية. كما شن التحالف هجمات على المملكة العربية السعودية وقوات الولايات المتحدة في العراق وهو يعارض الجماعات المسلحة السلفية السنية مثل القاعدة وداعش.
وقد خصصت إيران  موارد كبيرة لتعزيز القدرات العسكرية لكل مجموعة على مدى عقود، مع تعزيز الروابط الأساسية فيما بينها  وذلك من خلال فيلق القدس - وهو وحدة القوات الخاصة في الحرس الثوري. وتقدر وزارة الخارجية الأمريكية أن إيران أنفقت 700 مليون دولار سنويًا على الميليشيات قبل أن تؤثر العقوبات على إيراداتها في عام 2019.

وقد أضعفت تبعات عملية طوفان الأقصى في العامي 2023-2024 محور المقاومة والاستراتيجية وراءه بشكل كبير. عانى المحور من ضربات رئيسية، بما في ذلك انهيار حماس كقوة فعالة ودمار قيادة حزب الله وقدراته العسكرية في الصراع مع إسرائيل. بالإضافة إلى ذلك، أدى سقوط الرئيس السوري بشار الأسد، الذي تميز بسيطرة القوى المتمردة على دمشق وإنهاء أكثر من خمسة عقود من حكم آل الأسد، إلى تعطيل المحور بشكل أكبر.

علم إيران.

حركة الجهاد الإسلامي في فلسطين.

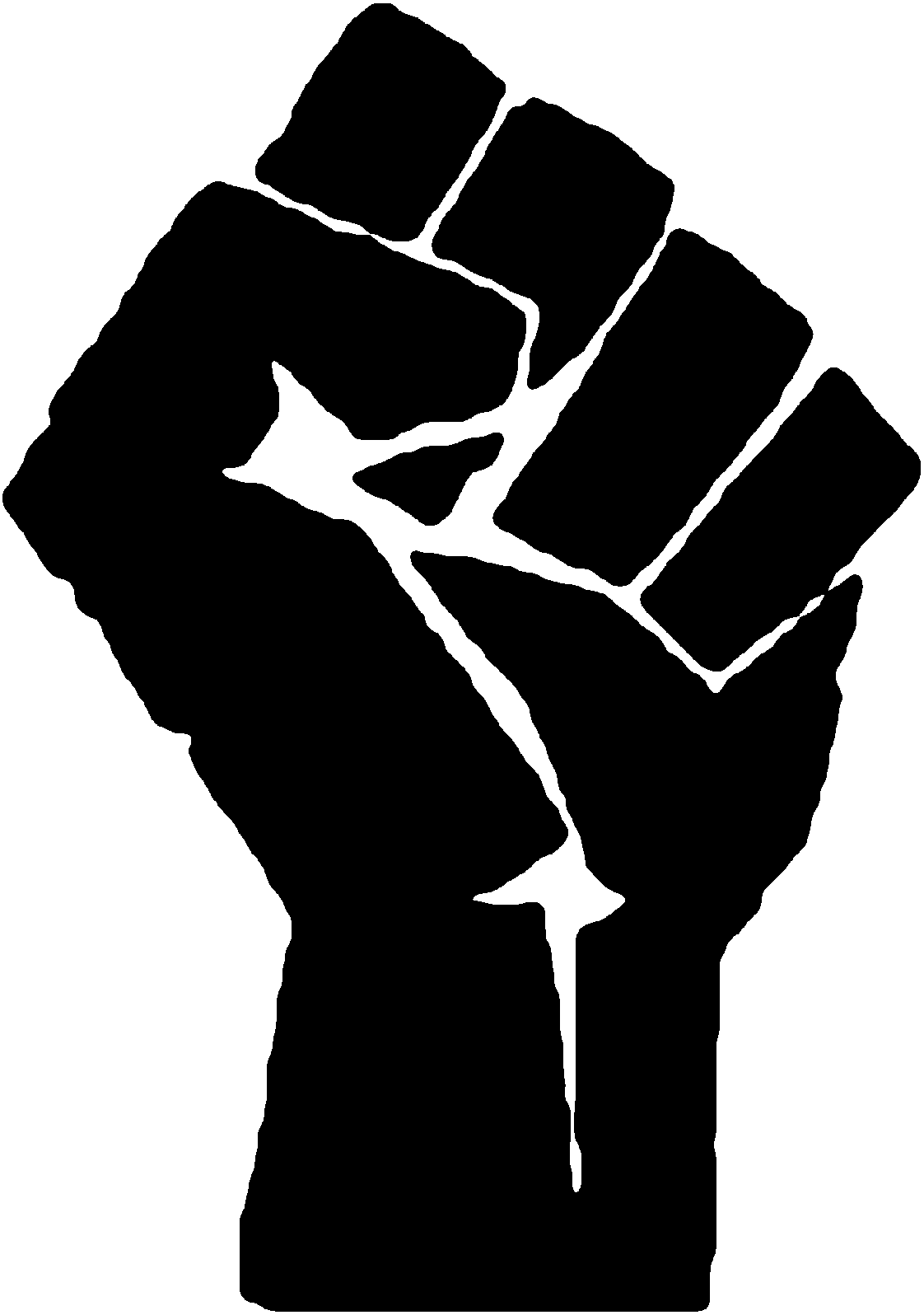
القبضة تستخدم أحياناً كرمز للمقاومة

الجمهورية العربية السورية.

قوات الحشد الشعبي

حركة الحوثيين (أنصار الله).

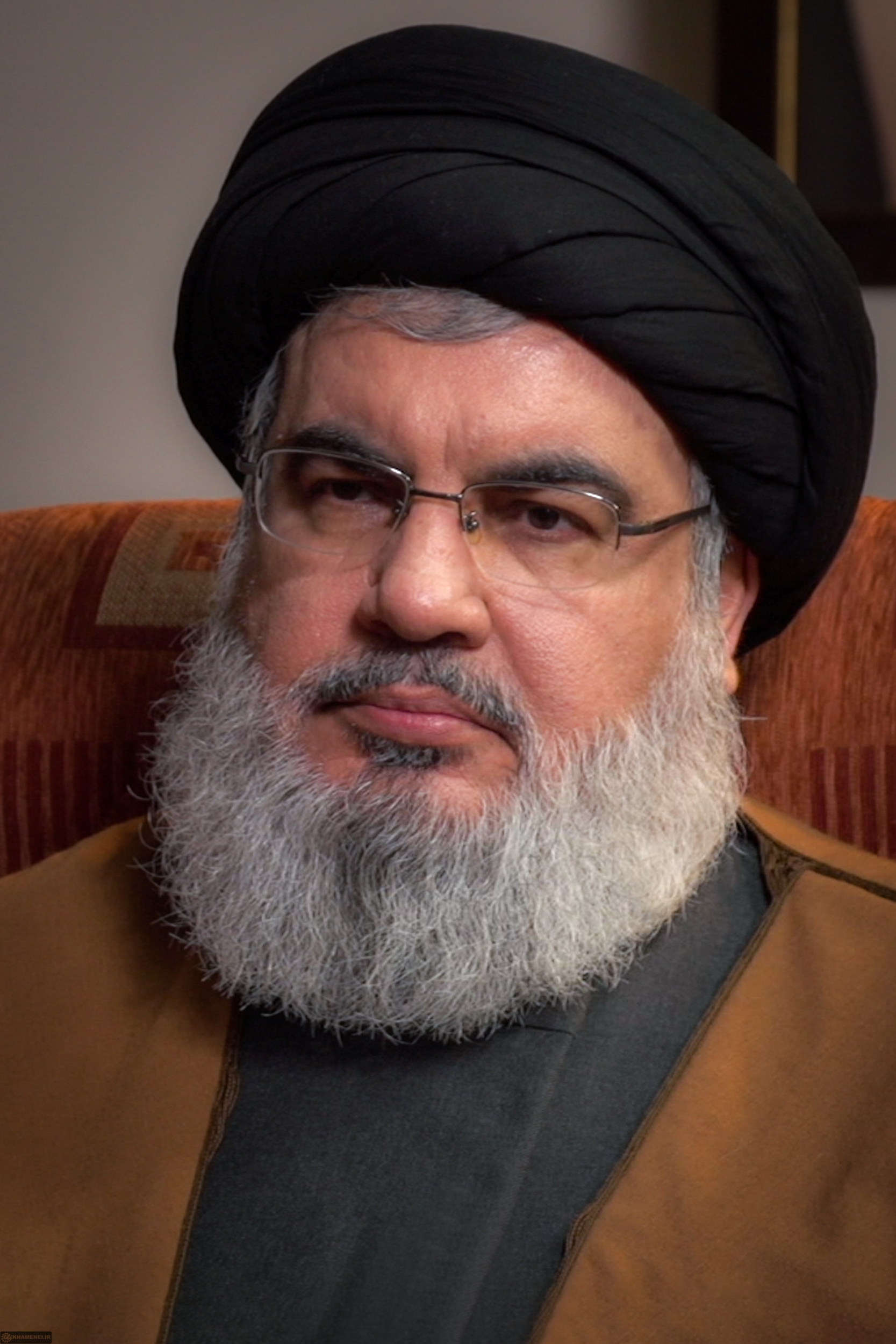
زعيم حزب الله حسن نصر الله

## التاريخ
استخدمت الصحيفة الليبية «الزحف الأخضر» مصطلح محور المقاومة في رد مباشر على خطاب الرئيس الاميركي جورج بوش الذي وصف إيران والعراق وكوريا الشمالية بمحور الشر. وكتبت الصحيفة عام 2002 في مقال بعنوان «محور الشر أو محور المقاومة»: أن «القاسم المشترك الوحيد بين إيران والعراق وكوريا الشمالية هو مقاومتهم للهيمنة الأمريكية».
بعد ذلك استخدم الإيرانيون هذه العبارة على نطاق واسع في خطاباتهم حول مقاومة الاحتلال الأميركي في العراق.
كتبت الصحيفة الإيرانية جمهوري إسلامي عام 2004 في إشارة إلى مقاومة الاحتلال الأميركي في العراق: «إذا أراد الشيعة في العراق الاتحاد وتوطيد العلاقات، فيجب أن تكون وحدتهم في ظل محور المقاومة والنضال ضد المحتلين».
في عام 2006، استخدم وزير الداخلية الفلسطيني سعيد صيام خلال مقابلة تلوزيونية مع قناة العالم الأخبارية هذا المصطلح للإشارة إلى الأهداف السياسية المشتركة بين العرب أمام أهداف إسرائيل أو الولايات المتحدة. وهو اشار إلى العدد الكبير من اللاجئين الفلسطينيين في سوريا، قائلا ان «سوريا هي دولة عربية اسلامية التي يستهدفها الاميركيون والصهاينة، وبالتالي نرى في سوريا وإيران وحزب الله وحماس محور المقاومة امام هذه الضغوط».
وقد استخدم علي أكبر ولايتي، مستشار قائد الثورة الإسلامية الإيرانية للشؤون الدولية، هذا المصطلح عام 2012 وقال: 
«أن سورية تمثل حلقة السلسلة الذهبية في محور المقاومة»، لافتا إلى «أن الحرب الارهابية الشرسة التي شنت عليها كانت بسبب دورها الكبير في محور المقاومة» مشيرا إلى ان الولايات المتحدة الأمريكية أرادت كسر هذه الحلقة.
وأكد سعيد جليلي، ممثل المرشد الأعلى للجمهورية الإسلامية الإيرانية، في أغسطس 2012 خلال لقائه مع الرئيس السوري بشار الاسد علی محور المقاومة. وقال:
"إن ما يجري في سوريا ليس قضية داخلية وانما هو صراع بين محور المقاومة من جهة وأعداء هذا المحور في المنطقة والعالم من جهة، وان إيران لن تسمح بكسر محور المقاومة الذي تشكل سوريا ضلعا أساسيا فيه.
ونقلت الوكالة العربية السورية للأنباء ان الحكومتين ناقشتا «علاقات التعاون الاستراتيجي» والاوضاع في الشرق الأوسط والمحاولات الجارية من قبل بعض الدول الغربية وحلفائها في المنطقة لضرب محور المقاومة عبر استهداف سوريا من خلال دعم الإرهاب.

## التحليل
إنّ محور المقاومة أعاد تشكيل التوازن الاستراتيجي في الشرق الأوسط ووفقا لماريسا سوليفان، الباحثة الأمريكية، إن المحور يركز على ركيزتين أساسيتين وهما الأهداف الإقليمية المشتركة والدعم المشترك. تعتبر حركة حماس الفلسطينية في بعض الأحيان جزءا من المحور بسبب معارضتها لإسرائيل والولايات المتحدة.
المحور له أعداء في العالم العربي منهم المعتدلين، والدول العربية المنحازة للولايات المتحدة.
ويري كثير من المثقفين العرب أن كلا المحورين «الاعتدال والمقاومة» يعملان لمصالح خاصة، ولا أحد موجود لممانعة المخططات المحاكة ضد المشرق العربي والإسلامي.

### إيران وسوريا
وفقا لجوبين غودارزي، أستاذ مساعد وباحث في قسم العلاقات الدولية في جامعة ويبستر في جنيف، إن التحالف الإيراني السوري الذي تأسس عام 1979 له دور كبير في ظهور واستمرارية محور المقاومة. كلا البلدين يقعان في مواقع رئيسية في الشرق الأوسط، وكان لهما أثر كبير على المشهد السياسي الإستراتيجي في الشرق الأوسط على مدى العقود الثلاثة الماضية. كما يعتبر هذا التحالف أحد التحالفات السياسية الأكثر ديمومة. وهو يدوم ل 34 عاما على الرغم من التحديات العديدة والتوترات المتكررة التي واجهها التحالف. وقد خرجت سوريا من محور المُقاومة بعد نهاية نظام الأسد في 2024.

### محور المقاومة مقابل إسرائيل
منذ الثمانينيات، وعلى مدار عقود تربو على الثلاثة، اعتبرت كل من إيران وسوريا نفسيهما ممثلين للمقاومة في الشرق الأوسط وكان من أولويّاتهما دعم صمود أبناء الشعب الفلسطيني ضد الكيان الإسرائيلي. وخلال الحرب الأهلية السورية هدد نصرالله بالردّ على اعتداءات إسرائيل على أهداف في سوريا باعتبار أنها «تستهدف كل محور المقاومة وليس لسوريا وحدها». وكان ذلك قبل ثلاثة أيام من اغتيال إسرائيل لعناصر من حزب الله وقيادي إيراني في منطقة القنيطرة في الجولان. ردّ حزب الله على الضربة الإسرائيلية في الجولان من خلال تنفيذ عملية في شبعا في لبنان، وقد أكد أن أراضي محور المقاومة باتت اليوم تشكّل جبهةً واحدةً.

### محور المقاومة مقابل تنظيم داعش
رفض حزب الله مشاركة لبنان في تحالف تقوده الولايات المتحدة للتدخل العسكري في العراق ضد داعش، معتبرا انه قد يؤدي إلى هيمنة الولايات المتحدة على المنطقة أو الاستعاضة عن الإرهاب باحتلال اميركي سافر. كما أنه يری بأن داعش هي صنيعة أمريكية غربية لمقاتلة محور المقاومة. وفقا للباحثة كاثرين شكدم، ان «إيران تقود المحور الحقيقي للمقاومة من لبنان إلى اليمن والبحرين، في الوقت الذي يتم فيه إبادة العالم العربي علی يد داعش».

### العلاقات بين طالبان وإيران
وصف علي أكبر ولايتي، مستشار المرشد الأعلى علي خامنئي، إمارة أفغانستان الإسلامية التابعة لحركة طالبان بأنها جزء من محور المقاومة، وفي جوهره إيران، وهو تحالف من الدول التي تسعى إلى "المقاومة والاستقلال والحرية".
كما بدأت الصحيفة اليومية البارزة في إيران، كيهان، بالإشارة إلى إمارة أفغانستان الإسلامية كعضو في محور المقاومة.